# SIE Foster City Studio
A Foster City Studio egy videójáték-fejlesztő cég, a SCE Worldwide Studios része,  amelyet 1998-ban alapította a Sony Computer Entertainment a kaliforniai Foster City-ben. A cég elsősorban a külsős fejlesztőkre bízott Sony-játékok felügyeletéért felelős. A Zipper Interactive-vel közösen fejlesztették a SOCOM sorozatot, míg a Sucker Punch Productionszel a Sly Cooper sorozatot.

## Videójátékai
| Sorozat                 | Platform                                              | Megjelenés      | Megjegyzések                                                                                           |
| ----------------------- | ----------------------------------------------------- | --------------- | --- |
| Syphon Filter sorozat   | PlayStation, PlayStation 2, PlayStation Portable      | 1999–2007       | A Bend Studióval (korábban Eidetic) közös fejlesztés                                                   |
| Jak and Daxter sorozat  | PlayStation 2, PlayStation Portable, PlayStation 3    | 2001–napjainkig | A Naughty Doggal, a Ready at Dawnnal, a High Impact Gameszel és a Mass Mediával közös fejlesztés       |
| SOCOM sorozat           | PlayStation 2, PlayStation Portable, PlayStation 3    | 2002–napjainkig | A Zipper Interactive-vel és a Slant Six Gameszel közös fejlesztés                                      |
| Sly Cooper sorozat      | PlayStation 2, PlayStation 3, PlayStation Vita        | 2002–napjainkig | A Sucker Punch Productionszel és a Sanzaru Gameszel közös fejlesztés                                   |
| Ratchet & Clank sorozat | PlayStation 2, PlayStation 3, PlayStation Portable    | 2002–napjainkig | Az Insomniac Gameszel, a High Impact Gameszel, a Sanzaru Gameszel és az Idol Mindszal közös fejlesztés |
| Resistance sorozat      | PlayStation 3, PlayStation Portable, PlayStation Vita | 2006–napjainkig | Az Insomniac Gameszel, a Bend Studióval és a Nihilistic-kel közös fejlesztés                           |
| Uncharted sorozat       | PlayStation 3, PlayStation Vita                       | 2007–napjainkig | A Naughty Doggal és a Bend Studióval közös fejlesztés                                                  |
| Infamous sorozat        | PlayStation 3                                         | 2009–napjainkig | A Sucker Punch Productionszel közös fejlesztés                                                         |
| CounterSpy              | PlayStation 3, PlayStation 4, PlayStation Vita        | 2014            | A Dynamightyval közös fejlesztés                                                                       |
| Helldivers              | PlayStation 3, PlayStation 4, PlayStation Vita        | 2015            | Az Arrowhead Game Studiosszal közös fejlesztés                                                         |